# Атанасије Урошевић
Атанасије Урошевић (Гњилане, 14. октобар 1898. — Београд, 16. октобар 1992) био је српски географ, антропогеограф и етнолог који има огроман допринос у проучавању прошлости Косова.

## Биографија
Атанасије Урошевић је рођен од оца Косте и мајке Маре. Породица Урошевић старином је из Велике Хоче, а према другом казивању из Призрена. Попут многих породица, и ова, плашећи се од зулума и освета Арнаута, долази на простор Косовског Поморавља, где се сели из места у место, тражећи боље услове за живот и рад или да од зулумћара прикрије своје порекло. Њихово се станиште у овом крају везује за следећа места: Станишор, Велико Ропотово, Кололеч, Рајановце, Стрелицу, Ораовицу итд.
Атанасијев отац Коста био је абаџија. Мајка Мара је из чувене породице Ћамиловића из Вучитрна. Урошевић је основну школу учио у родном месту. Учитељ у првом и другом разреду (школске 1905/06 и 1906/07. године) био му је Петар Петровић, родом из Пећи, у трећем (1908/1909) Живко Поповић, а у четвртом (1909/10) Филип Прљинченић.
„По завршеној четвороразредној основној школи у родном месту Гњилану мене је септембра 1910. године са још тројицом ђака црквеношколска општина на захтев младотурске власти одредила за продужење школовања у приштинској турској гимназији, где ћемо бити у интернату са потпуно бесплатним издржавањем. Но ту смо за две године завршили само један разред јер су сва српска деца била ослобођена преиспитивања од наставника, пошто смо у основној школи турски учили само из турског буквара“
Први балкански рат затиче га у другом разреду турске гимназије. Пошто је настава прекинута, он се враћа у родни град.
Урошевић у одговору (МНиТ) пише: „Школовање сам наставио школске 1913/14. године у српској гимназији у Скопљу“. Уписао се у други разред и завршио га. Због Првог светског рата настала је пауза у његовом школовању. По ослобођењу наставља школовање у Скопљу, где 1922. завршава гимназију и уписује се на Филозофски факултет у овом граду, на Географско-етнолошку групу. Студије је завршио 1926. године, а потом био неуказани асистент на овом факултету; 1927. године (по одслужењу војног рока) избран је за указаног асистента на истом факултету на коме је докторирао 1929. године.
За време Другог светског рата, као резервни официр војске Краљевине Југославије, бива заробљен од стране Немаца. Заробљеништво је провео у логорима, а ослобођен је 10. априла 1945. године.
После ослобођења избран је за ванредног професора на Филозофском факултету у Београду, а крајем 1946. године прелази у Скопље на Филозофски факултет, где је 1950. постао редовни професор. Пензионисан је 1964. године, али тиме његов рад и активност не престају. По пензионисању организује наставу на новооснованом факултету у Приштини. У овом граду је остао до 1958. године. Од 1971. до 1973. године био је директор Етнографског института Српске академије наука и уметности у Београду, где је и сахрањен. Умро је 17. октобра 1992. године.

## Награде, признања и заслуге
Урошевић је за свој рад и активности добио многа признања. По ослобођењу Српско географско друштво га је међу првима изабрало за свог дописног члана (1948), почасни је председник Географског друштва Македоније (1954) и дописни члан САНУ (1963). Одликован је Орденом рада другог степена са златним венцем (1957) и Орденом братства и јединства са златним венцем (1964). Српско географско друштво га је 1972. године одликовало медаљом „Јован Цвијић“. За рад из области географије Македоније, Просветно-културно веће Собрања СР Македоније одало му је признање 1972. године. Добио је плакату и повељу Природно-математичког факултета у Скопљу (1986): Повељу Географског института „Јован Цвијић“ поводом 40 година од оснивања (1987). За редовног члана САНУ избран је 16. новембра 1978. године.
Поред наведеног, Урошевић је организовао рад Географског института на поратном Филозофском, односно доцније Природно-математичком факултету у Скопљу и био његов управник све до пензионисања. Основао је Географско друштво Македоније и био његов дугогодишњи председник. Покренуо је часопис „Географски разгледи“ (1962) и до 1965. године био његов одговорни уредник. Организовао је Други конгрес географа Југославије, који је 1954. одржан у Скопљу и Охриду, уз екскурзији по западној Македонији.
Учествовао је на скоро свим конгресима географа Југославије као и на југословенским ономастичким конференцијама. Он је васпитач подмлатка, организатор научног рада на Универзитету у Београду, Универзитету у Скопљу и Филозофском факултету у Приштини.

## Радови о Косову
Урошевић је као научни радник најпознатији по књигама: Горња Морава и Изморник (1935), Новобрдска Крива Река (1950) и Косово (1965). Поред тога, написао је и следеће књиге: Водич кроз Скопље 1937, са Александром Јелачићем и Францом Месеснелом, Врњачка бања ( 1938), Физичка географија (1953), Хидрографија копна са лимнологијом (1954), Картографија (1964), Топоними Косова (1975), Етнички процеси на Косову током турске владавине (1987)....
Урошевић је обрадио географски материјал са територије Југославије за општи енциклопедијски лексикон Свезнање (1937). Он је и аутор прилога из географије са простора Македоније у Енциклопедији Југославије Лексикографског завода ФНРЈ.
Као студент Географско-етнолошке групе Филозофског факултета у Скопљу, школске 1922/23. године, Урошевић је добио задатак да обради неколико села и тај рад прикаже двочасовном семинару. „Избор му је пао на четири села Летничко-Грнчарске реке, од којих је прво било хрватско село Летница, друго и треће српска села Грнчар и Врбовац и четврто мешовито српско-албанско село Могила“. Ово је уједно и почетак његовог научног рада.
Професор Петар С. Јовановић , за време другог распуста, даје му објаву и нешто новца из фонда Аустралијанске задужбине при Српској краљевској академији и задатак да обавезно поново проучи четири села. „Тако сам ја продужио антропогеографско проучавање Горње Мораве, уз коју сам упоредо узео мању област Изморник.“ Завршивши истраживање Горње Мораве и Изморник 1927. године са 111 села, Урошевић је, почетком 1929. године, на Филозофском факултету у Београду пријавио ову тему као докторску тезу. Чланови испитне комисије били су редовни професори д-р Тихомир Ђорђевић, д-р Јован Ердељановић и д-р Боривоје Ж. Милојевић и ванредни професор д-р Душан Ј. Поповић. „Тај мој рад је за докторски испит примљен на седници Филозофског факултета у Београду 27. јуна 1929. године. Професор Цвијић, који се преко свог ранијег студената и асистената, мог професора П. С. Јовановића интересовао о мом научном раду, био је већ мртав (умро је 1927)“
Прва Урошевићева књига је уједно и његова докторска теза Горња Морава и Изморник. Штампана је у Београду 1931. године, а већ неколико година касније, тему је проширио и пише нову књигу под истим називом, која је 1935. године штампана. Како је касније истицао, највише је времена утрошио у истраживању ове области, односно свог завичаја: „Тако, на пример док сам за 110 села у Горњој Морави пробавио 120 дана, такорећи за свако село 1 дан, дотле сам у Новобрдској Кривој реци за 90 села пробавио 60 дана. Исто тако у пространој Косовској котлини са 270 сеоских насеља, коју сам проучавао од 1931. до 1935 године, просечно сам готово по два села дневно проучавао, управо за 30 дана 54 села. А у Сиринићу за 15 сеоских насеља посао сам обавио за 8 дана“
Проучавао је етничку структуру и етничке процесе на Косову, уочивши као главни проблем етнички поремећај становништва на штету Срба. Један од првих његових радова је Продирање Арбанаса и етнички поремећај Горње Мораве и Изморника (1929). Измећу осталог главни узрок овог великог етничког поремећаја становништва је учешће Срба у аустријско-турском рату, на страни Аустрије, крајем 17. и почетком 18. века. Бивају компромитовани, и морају да напуштају своја огњишта, бежећи испред Турака. Урошевић у наведеном раду пише:
„Разређеност и опустошеност српских насеља можда су била мамац ових досељеника (мисли се на Арбанасе..). По једној другој арнаутској традицији прича се да су њихови преци приликом досељавања затекли овде Србе врло „сербез“, слободне, храбре. Српских хајдука је било врло много, па су власти нудиле земљу овим арбанашким досељеницима ако само успеју да поубијају најглавније хајдуке. У истом раду Урошевић пише: „Са све већим досељавањем и прираштају Арбанаса Срби постају све слабији и мање отпорнији.
Српског живља стално је настајало, исељавало се, и најзад је дошло до тога да је оно остало у мањини према арнаутском елементу. Тек је онда утицај Арбанаса постао најактивнији. Онда је почело исламизовање и поарбанањавање нашег живља“.
Да би се некако одбранили од насртаја Срби узмичу према равници, док брдовитија места у овој области уступају Арбанасима.
Урошевић је у овој књизи обрадио и проблем чифчинства, процес исламизације Арбанаса, арбаншење Србе, Цигана, као и телесне одлике, гостопримства, национално осеђање, крвну освету. Према писању д-р М. Костића, књига Горња Морава и Изморник одликује се „изванредном концизношћу, прецизношћу теренских запажања, поузданошћу извора и литературе и тачношћу научних закључака“.

## Новобрдска Крива река
Изучавање ове области, аутор је обавио у периоду од 1919-1930. године, како сам у предговору пише. Књига је штампана тек 1950. Област се зове Крива река, за да би се знало тачно одредиште аутор јој је додао реч „новобрдска“. Област некада славног Новог Брда била је богата знаменитостима, што је аутор и уочио, У приказу ове књиге Кадри Халими истиче да је Урошевић: „Један од најбољих познавалаца насеља и порекла становништва Косова, које он већ деценијама са великим успехом проучава“
У својим радовима, аутор се стално враћао свом завичају, Косовском Поморављу (Доња Морава или Изморник, Горња Морава, Новобрдска Крива река), а многи радови о томе говоре: Гостопримство и гостољубље у гњиланском крају (1935), Прва школа за наше католике у Летници (1936), О манастиру Убошцу (1937), Католичка жупа Црна гора у Јужној Србији (Летничка жупа) (1934). Проучавао је и топониме, кроз које је проговорио о личностима везаних за ове пределе. У другим својим радовима Урошевић је дао много објашњења (ставове) на пример стања у Косовском Поморављу. У раду Најстарије светосавске свечаности у Јужној Србији, стогодишњица цркве у Вучитрну (1935), наводећи прославе Светога Саве у Јужној Србији, пише и о почетку светосавске прославе у Гњилану, при том наводи име учитеља који је за то у овом граду заслужан. Кад пише о Читацима (1929) на Косову, Урошевић даје пример њихове насеобине у селу Могили у Горњој Морави.

## Косово
Појава Урошевићеве књиге Косово, била је посебно изненађење за нашу науку. Објављена је у едицији Насеља и порекло становништва Српске академије наука и уметности 1965. године. Нападнута од неких научника Титове Југославије, много је више хваљена од других. Михаило Костић (Прилог познавању живота...,1971.) истиче: „Књига је без примера у југословенској географији, проф. Урошевић заслужује високо признање и пуно поштовање“.
Костић наставља: „Урошевић је у својој студији показао изванредни смисао за посао којим се бави и пуну научну озбиљност у приступу“.
Дробњаковић и Лутовац истичу: „Указујући на остатке романизованог становништва које се помиње на Косову, проф. Урошевић је подвукао чињеницу да су у средњем веку главну масу становништва на Косову чинили Срби.“
У овој књизи Урошевић је обрадио становништво Косова у ужем смислу, тј. Косовске котлине, 273 насеља од Качаника до падине Копаоника. Као и у књигама Горња Морава и Изморник и Новобрдска Крива река, и овде аутор пише о саставу становништва, порекло, о насељима, о породицама.

## Урошевић рад и дело
Из наведених књига се види да је Урошевић највећи део свог радног века проучавао Косово. Поред наведеног, он је аутор и студија о градовима и варошицама на Косову: Гњилане (1931), Качаник (1932), Јањево (1935), Урошевац (1936), Вучитрн (1938), Приштина (1951), Косовска Митровица (1957), Липљан (1957). Треба навести и студије: Католичка жупа Црна гора у Јужној Србији – Летничка жупа (1934) и Шарпланинска жупа Сиринић (1948).
Говорећи о себи, Урошевић каже: „Ја сам се још у гимназији опредељивао за географију, јер сам у новинама читао о Цвијићу и његовим радовима. На првом месту су на мене највише утицали професори географске и етнолошке групе у Београду и то географ Боривоје Ж. Милојевић и етнолози Тихомир Ђорђевић и Јован Ердељановић, код којих сам 1929. и докторирао. Но исто тако па и више, највише ме је волео и потпомагао мој претпостављени професор у Скопљу Петар С. Јовановић .“
Када говоримо о делу Урошевића морамо имати на уму да је за време рата поступио као „прави родољуб и антифашиста, не опредељујући се политички. И после рата он није ступио у редове Комунистичке партије, мада му је то више пута нуђено. Никад се није ангажовао у политици, сматрајући да научни радник треба да буде објективан и ослобођен политичких страсти.“
Циљ Урошевићевог научног рада јесте скупљање, изучавање и изношење у јавност главних чињеница о географским проблемима, становништву...и то у толикој мери да је тај рад, по обиму невелик, драгоцен и незаобилазан за даља истраживања: „Мој научни рад сам почео скупљањем географског материјала у косовским областима по Цвијићевим штампаним упутствима.“
О својим радовима о Косову, Урошевић каже: „Ја сам од Косовско-метохијске целине насеља и порекло становништва проучио њену источну половину, па тако засад у овом погледу није проучена западна половина, слика западне половине нам се сама указује, јер је ветрушина отуда долазила.“
Треба истаћи и то, да је Урошевић проучавао и Лаб. О томе Петар Влаховић пише: „Лаб је надајмо се, на путу да се прикључи напред поменутим расправама“. Академик Милош Мацура у предговору књиге Етнички процеси на Косову Атанасија Урошевића пише: „Резултати истраживања за област Лаб до сада нису објављени“. Урошевић у Предговору књиге Топоними Косова (Београд, 1975) даје нам до знања: „Топоними из Лаба су са мојих још необјављених испитивања те области“. Његова кћерка Љубца Урошевић-Божић прича да је њен отац последњих година живота, у дубокој старости био огорчен на многе ствари, између осталог и што своје истраживање не може да допуни одласком на терен. Растројен и изгубљен, нарочито после смрти своје верне сапутнице Даринке, губио се у тренуцима и није распознавао најближе. Тада је део својих рукописа заувек уништио. Можда у тим тренуцима је уништен и његов рукопис о Лабу, али ипак надамо се да тај и други рукописи негде сачувани.
Хронолошки, Урошевићев рад можемо поделити на време до рата 1941. године и после рата, од 1945. до смрти. Тематски, највише је писао о Косову о чему је већ било речи. У својим радовима Аграрна реформа и насељавање (1957), Врњачка Бања (1938), Охрид (1957), Куманово (1949), Становништво Балканског полуострва у првој половини XVI века (1962) обухватио је и шире просторе: Македоније, Јужну Србију, Балкан, а у делима као што су О галипољским Србима (1971), Интернационална географска недеља (1958)...превазишао је и ове просторе.
И поред свих похвала и признања које је добио, свестан својих заслуга, али и евентуалних пропуста, Урошевић пише: „Највећи допринос науци у мом дугогодишњем научном раду јесу радови који се односе на Косово, нарочито, на етничке промене које су настајале у њему у доба турске владавине. Разуме се да би требало много времена да то сврши један научни радник за свог живота, нарочито ако има и друге дужности и још ако на терену или по књигама наилази на појаве, које треба допунити или исправити“. У Приступу научном раду у делу Етнички процеси...(1987) Урошевић пише: „Ова испитивања порекла становништва нису свуда тачна, јер и родови за које се каже да су старинци не морају то бити пошто су можда врло давно досељеници. Ипак се за последња три века добијају врло добри подаци“.
Истина о Косову, коју је у свом делу износио академик Атанасије Урошевић, због опште политичке ситуације (албанизације овог простора), тешко је продирала, односно мало је позната ширем кругу људи. То је истина о пореклу становништва, о насељима, о етничком поремећају становништва на штету Срба, о чињеници да је у блиској прошлости на Косову наш народ био у већини, и да је етничка промена настала у новије време.
У Београду и Скопљу, као што смо већ раније истакли, Атанасије Урошевић је за своје дело још за живота добио многа признања и похвале, а на Косову, о коме је највише писао у за њега био везан вишеструко, колико је нама познато, његов огроман допринос на научном пољу, био је потиснут и непризнат.
Године 1990. репринт издање његовог најобимнијег дела Косово промовисано је у порти манастира Грачанице. За појављивање ове, а и других двеју књига (репринт издања): Горња Морава и Изморник (1993) и Новобрдске Криве реке (1996), највећа заслуга припада издавачкој кући „Јединство“ (сада „Григорије Божовић“) и Серафимовићу из Гњилана, власнику приватне књижаре „Свети Сава“. За ову последњу књигу, према казивању издавача, највише је средстава издвојила управа општине Косовске Каменице, и на тај начин се, у неку руку, одужила свом великом научнику.
Репринт издања ових књига су стигла у народ и порасло је интересовање за живот и рад Атанасија Урошевића. Нажалост, колико је нама познато, књиге нису промовисане у његовом завичају, те истина о његовом делу и признање за његов рад нису засијала у Гњилану ни овог пута. Појављивање ове књиге помоћи ће да се јавност упозна са до сада мало познатим његовим радовима, да се упознају његов живот и рад, као и да се упути предлог за израду бисте великом научнику, или, пак, да се у Гњилану нека улица назове његовим именом.
Урошевић је научним радом, местом боравка, а и на други начин припадао Вучитрну, Приштини, Скопљу, Београду, али највише Гњилану и околини. Ту се родио, завршио основну школу, успомене на дане ослобођења Гњилана у Првом балканском рату, везан за родни град.